# Запоріжжя (автостанція № 3)
Автостáнція «Запорíжжя-3», також автостáнція № 3 — допоміжна автостанція, що обслуговує автобусні рейси у приміських напрямках.
Розташована в Олександрівському районі м. Запоріжжя по вулиці Жуковського, 15.
Автостанція складається з вокзальної будівлі, п'яти перонів для посадки і висадки пасажирів.
У вокзальній будівлі розташовані зала очікування, каси для продажу квитків, а також службові приміщення (диспетчерська, адміністративні приміщення). 
Неподалік від автостанції № 3 розташовані: Великий базар, Центральний та Речовий ринок.

## Напрямки
Автостанція № 3 міста Запоріжжя обслуговує приміські маршрути Запорізького, Вільнянського, Гуляйпільського, Новомиколаївського, Оріхівського районів Запорізької області та Синельниківського району Дніпропетровської області.
| Основні напрямки автобусних маршрутів | Основні напрямки автобусних маршрутів | Основні напрямки автобусних маршрутів |
| Початковий пункт                      | Кінцевий пункт                        |                                       |
| ------------------------------------- | ------------------------------------- | ------------------------------------- |
| Запоріжжя                             | Благодатне                            |                                       |
| Запоріжжя                             | Веселе                                |                                       |
| Запоріжжя                             | Вищетарасівка                         |                                       |
| Запоріжжя                             | Воздвижівка                           |                                       |
| Запоріжжя                             | Горлицьке                             |                                       |
| Запоріжжя                             | Іванівське                            |                                       |
| Запоріжжя                             | Каштанівка                            |                                       |
| Запоріжжя                             | Копані                                |                                       |
| Запоріжжя                             | Лісне                                 |                                       |
| Запоріжжя                             | Любицьке                              |                                       |
| Запоріжжя                             | Мирне                                 |                                       |
| Запоріжжя                             | Нововікторівка                        |                                       |
| Запоріжжя                             | Новогригорівка                        |                                       |
| Запоріжжя                             | Новомиколаївка                        |                                       |
| Запоріжжя                             | Новотроїцьке                          |                                       |
| Запоріжжя                             | Новояковлівка                         |                                       |
| Запоріжжя                             | Обще                                  |                                       |
| Запоріжжя                             | Омельник                              |                                       |
| Запоріжжя                             | Орлівське                             |                                       |
| Запоріжжя                             | Приморське                            |                                       |
| Запоріжжя                             | Рівне                                 |                                       |
| Запоріжжя                             | Різдвянка                             |                                       |
| Запоріжжя                             | Славгород                             |                                       |
| Запоріжжя                             | Солоне                                |                                       |
| Запоріжжя                             | Степногірськ                          |                                       |
| Запоріжжя                             | Тарасівка                             |                                       |
| Запоріжжя                             | Тернувате                             |                                       |